# نیروگاه سلطانیه زنجان
نیروگاه سیکل ترکیبی سلطانیه زنجان معروف به نیروگاه زنجان ۳ (در کیلومتر ۲۵ آزادراه زنجان - قزوین روستای سرخه دیزج، تأسیس ۲۱ تیر ۱۳۹۱) مجری طرح شرکت مادر تخصصی نیروی برق حرارتی، یکی از نیروگاه‌های ایران از نوع سیکل ترکیبی با ظرفیت تولید ۹۶۸ مگاوات است که شامل ۴ واحد گازی ۱۶۲ مگاواتی و ۲ واحد بخار ۱۶۰ مگاواتی در زمینی به مساحت ۴۴ هکتار است. ظرفیت کنونی تولید این نیروگاه ۶۴۸ مگاوات است و هنوز واحدهای بخار به بهره‌برداری نرسیده‌اند.
سوخت اصلی واحدها گاز طبیعی است که توسط خط لوله تأمین می‌شود و سوخت دوم گازوئیل است که از طریق حمل با تانکر و ذخیره در ۵ مخزن ۲۰ هزار مترمکعبی تأمین می‌شود.
حداکثر مصرف گاز نیروگاه برای ۴ واحد، برابر ۲۰۰ هزار مترمکعب بر ساعت است و حداکثر مصرف گازوئیل برابر ۱۸۰ هزار لیتر بر ساعت است.
کارفرمای طرح، سازمان توسعه برق ایران، مشاور شرکت مهندسی قدس نیرو و پیمانکار اصلی شرکت مپنا است که کلیه عملیات اجرایی به صورت کلید در دست به‌عهده پیمانکار است.

## مشخصات فنی
توربین‌های نیروگاه از نوع V94/2-5 با سرعت اسمی ۳۰۰۰ دور بر دقیقه است. مدت زمان دورگیری این توربین‌ها از حالت سکون به دور نامی ۴ دقیقه و مدت زمان بارگیری آن‌ها از بی باری تا بار کامل ۱۲ دقیقه بطول می‌انجامد.
برج خنک‌کننده‌ها از نوع فین فن (هوا، آب) است و نحوه تأمین آب مورد نیاز نیروگاه از طریق چاه است.

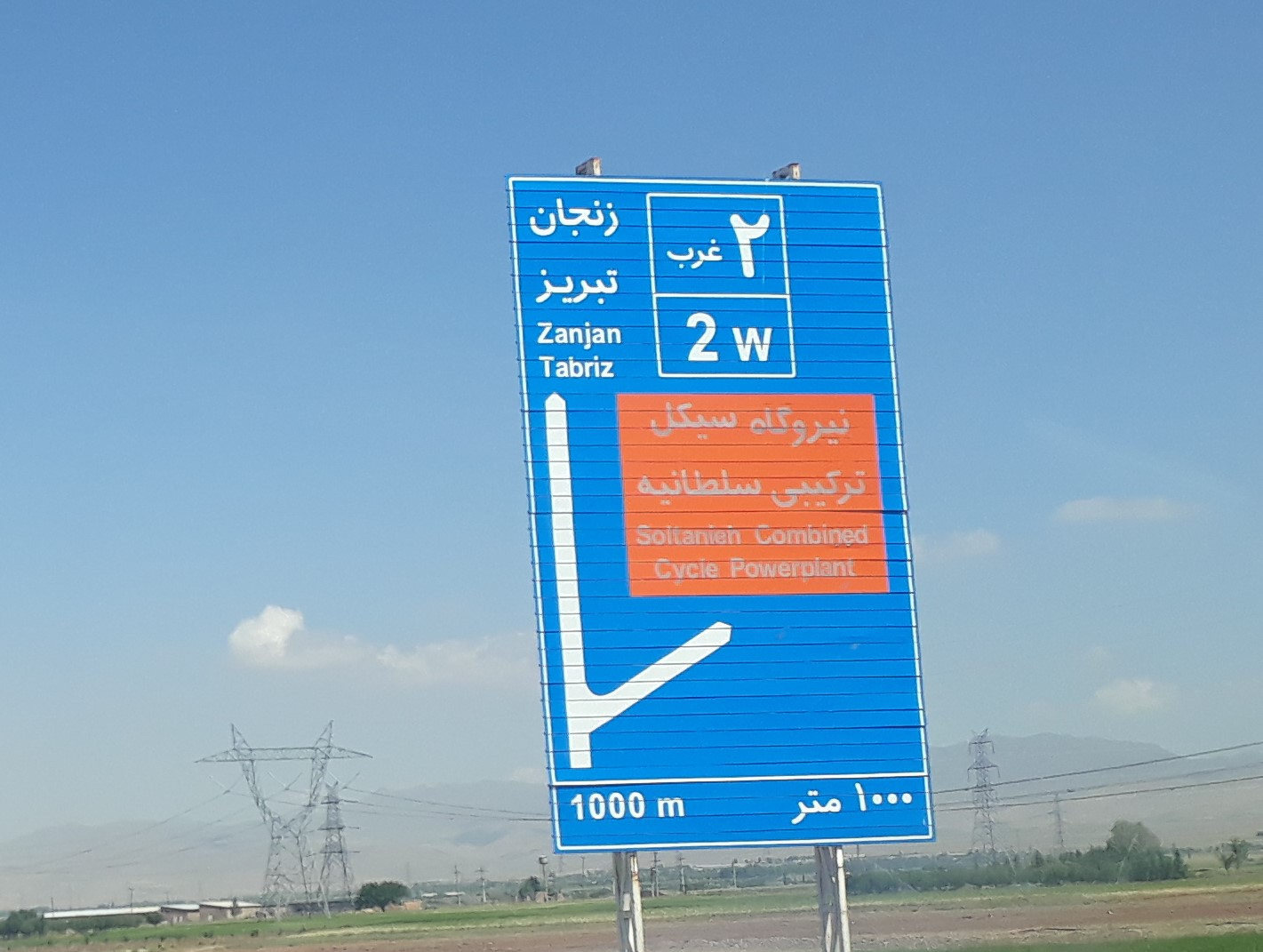
تصویر تابلو ۱۰۰۰متر تا خروجی نیروگاه

ژنراتورهای نیروگاه از نوع ماشین‌های سنکرون ۲۰۰ مگاولت آمپر سه فاز است.

## واگذاری به شرکت تولید نیروی مرکزی صبا
این نیروگاه در ۱۰ تیر ۱۳۹۳ به شرکت تولید نیروی مرکزی صبا که جرو شرکت‌های گروه صبا می‌باشد واگذار گردید. صنایع برق و انرژی صبا (گروه صبا) از شرکت‌های زیرمجموعه بنیاد مستضعفان است. این شرکت با تولید برق در نیروگاه‌های سلطانیه، خرمشهر، خرم‌آباد، زرگان اهواز، علی‌آباد کتول، قم و چابهار، بیش از ۴۱۰۰ مگاوات برق (تا سال ۱۳۹۳) را به شبکه سراسری عرضه می‌نماید.